# Brevipalpus querensis
Brevipalpus querensis är en spindeldjursart som beskrevs av Baker och James P. Tuttle 1987. Brevipalpus querensis ingår i släktet Brevipalpus och familjen Tenuipalpidae. Inga underarter finns listade.